# Holstebro Kommune (1970-2006)
Holstebro Kommune i Ringkøbing Amt blev dannet ved kommunalreformen i 1970. Ved strukturreformen i 2007 blev den udvidet til den nuværende Holstebro Kommune ved indlemmelse af Ulfborg-Vemb Kommune og Vinderup Kommune.

## Tidligere kommuner
Måbjerg sognekommune, der fra ca. 1930 havde rummet en forstad til Holstebro, blev inden kommunalreformen indlemmet i købstaden:
| Kommune   | Folketal september 1965 | Byer      |
| --------- | ----------------------- | --------- |
| Holstebro | 21.001                  | Holstebro |
| Måbjerg   | 1.061                   |           |
| I alt     | 22.062                  |           |

Begrebet købstad mistede sin betydning med kommunalreformen. 7 sognekommuner blev lagt sammen med Holstebro Købstad til Holstebro Kommune:
| Kommune       | Folketal 1. januar 1970 | Byer                               |
| ------------- | ----------------------- | ---------------------------------- |
| Holstebro     | 23.965                  | Holstebro                          |
| Borbjerg      | 2.415                   | Borbjerg, Hvam Mejeriby og Skave   |
| Idom          | 608                     | Idom                               |
| Mejrup        | 1.515                   | Mejrup Kirkeby (bydel i Holstebro) |
| Naur-Sir      | 980                     | Krunderup                          |
| Nørre Felding | 739                     | Nørre Felding                      |
| Råsted        | 249                     |                                    |
| Tvis          | 2.272                   | Tvis                               |
| I alt         | 32.743                  |                                    |

Hertil kom 2 matrikler i Vejrum Sogn, der ellers kom til Struer Kommune. Men Holstebro Kommune afgav en del af Råsted Sogn til Ulfborg-Vemb Kommune.

## Sogne
Holstebro Kommune bestod af følgende sogne:
- Borbjerg Sogn (Hjerm Herred)
- Holstebro Sogn (Hjerm Herred)
- Idom Sogn (Ulfborg Herred)
- Mejdal Sogn (Hammerum Herred)
- Mejrup Sogn (Hjerm Herred)
- Måbjerg Sogn (Hjerm Herred)
- Naur Sogn (Hjerm Herred)
- Nørre Felding Sogn (Ulfborg Herred)
- Nørrelands Sogn (Hjerm Herred)
- Råsted Sogn (Ulfborg Herred)
- Sir Sogn (Hjerm Herred)
- Tvis Sogn (Hammerum Herred)

## Borgmestre[4]
| Navn            | Parti             | Periode   |
| --------------- | ----------------- | --------- |
| Kaj K. Nielsen  | Socialdemokratiet | 1970-1982 |
| A.J.S.C. Jensen | Socialdemokratiet | 1982-1986 |
| Kurt Nygaard    | Socialdemokratiet | 1986-1990 |
| Anders Poulsen  | Venstre           | 1990-1994 |
| Kurt Nygaard    | Socialdemokratiet | 1994-2002 |
| Arne Lægaard    | Venstre           | 2002-2006 |